# Svenska mästerskapet i bandy 1924
Svenska mästerskapet i bandy 1924 avgjordes genom att Västerås SK vann mot IF Linnéa med 4-1 i finalmatchen på Stockholms stadion den 17 februari 1924.

## Förlopp
I kvartsfinalen lottades IFK Rättvik att möta IK Göta hemma i Rättvik, men den dåliga isen gjorde att matchen, som slutade 0-0, räknades som vänskapsmatch och istället spelades om.

## Matcher

### Kvartsfinaler
- Linköpings AIK-IF Linnéa 2-4
- AIK-IF Göta 9-1
- IFK Uppsala-Västerås SK 0-6
- IK Göta-IFK Rättvik 5-2

### Semifinaler
- AIK-IF Linnéa 3-5
- Västerås SK-IK Göta 2-2, 4-3 efter förlängning

### Final
- 17 februari 1924: Västerås SK-IF Linnéa 4-1 (Stockholms stadion)

## Svenska mästarna
Mall:Västerås SK Bandy 1924